# Паница
Паница — сельский населённый пункт в Виноградовском районе Архангельской области. Входит в состав Усть-Ваеньгского сельского поселения.

## География
Паница расположена на правом берегу реки Северная Двина, при впадении в неё Паневской Речки. Севернее Паницы находятся деревни Высокуша, Гольцово и посёлки Усть-Ваеньга и Сплавной, южнее — деревня Слобода Осиновского сельского поселения. От Архангельска до Паницы по Северной Двине — 291 км.

## Население
| 2002 | 2010 | 2012 |
| ---- | ---- | ---- |
| 4    | ↘1   | ↘0   |

По данным Всероссийской переписи населения 2010 года, в деревне проживал 1 человек. В 2009 году в деревне не было постоянного населения.

## Топографические карты
- [mapp38.narod.ru/map1/index37.html P-38-39,40. (Лист Березник)]
- Паница на Wikimapia Архивировано 25 августа 2011 года.
- Паница. Публичная кадастровая карта